# Мангуп (памятник природы)
Мангу́п или Мангу́п-Кале́ (укр. Мангуп, крымскотат. Mangup, Мангуп) — комплексный памятник природы общегосударственного значения, расположенный на плато Баба-Даг во Внутренней гряде Крымских горах на территории Бахчисарайского района (Крым). Площадь — 90 га. Землепользователь — Бахчисарайский историко-архитектурный музей.

## История
Статус памятника природы был присвоен 14 октября 1975 года Постановлением Совета Министров УССР от 14.10.75 г. № 780-р, путём реорганизации памятника природы местного значения, основанного в 1964 году.
Совет министров АРК на заседании 10 февраля 2009 года дал согласие на разработку проекта землеустройства по организации и установлению границ территории памятника природы за границами населённых пунктов Красномакского сельсовета без изъятия земельных участков.

## Описание
Расположен в Крымских горах на месте одноименной крепости на плато Баба́-Даг, высота 583 метра.
Ближайший населённый пункт — село Залесное, город — Инкерман.

## Природа
Мангуп — средневековый город-крепость, которая была столицей княжества Феодоро, а затем турецкой крепостью. Расположен на вершине горы-останца Баба́-Даг, возвышающейся над уровнем окрестных долин на 250 м, а над уровнем моря на 583 м и образующей плато площадью около 90 га. С северной стороны гора имеет четыре протяжённых выступа, называемых мысами (с запада на восток): Чамны́-буру́н, Чуфу́т-Чеарга́н-Буру́н, Элли́-буру́н, Тешкли́-буру́н.
Кроме того территории памятника природы имеет значения как ландшафтный объект. На данной местности сформировались и формируются карстовые формы рельефа. Здесь есть Мангупская пещера (длина — 230 метров), а также 80 гротов и навесов, много искусственных пещер, которые в период V—XVIII века имели хозяйственное и культурное значение.